# Vídeň (Žďár nad Sázavou-i járás)
Vídeň település Csehországban, a Žďár nad Sázavou-i járásban. Vídeň Martinice, Dobrá Voda, Bory, Velké Meziříčí és Kozlov településekkel határos. Lakosainak száma 456 fő (2024. január 1.).

## Népesség
A település lakosságának változását az alábbi diagram mutatja:
| Lakosok száma | 441  | 404  | 437  | 376  | 409  | 374  | 446  | 458  | 465  | 456  |
|               | 1869 | 1890 | 1921 | 1950 | 1980 | 2001 | 2017 | 2019 | 2022 | 2024 |